# Florian Gruber
Florian Gruber (ur. 26 stycznia 1983 roku w Vilsbiburgu) – niemiecki kierowca wyścigowy.

## Kariera
Gruber rozpoczął karierę w międzynarodowych wyścigach samochodowych w 2000 roku od startów w Volkswagen Lupo Cup Germany. Z dorobkiem 168 punktów uplasował się tam na ósmej pozycji w klasyfikacji generalnej. Rok później był trzeci. W późniejszych latach Niemiec pojawiał się także w stawce German Touring Car Challenge, SEAT Leon Supercopa Germany, World Touring Car Championship, Niemieckiego Pucharu Porsche Carrera, Mini Challenge Germany, 24h Nürburgring, ADAC GT Masters, FIA GT3 European Championship oraz 6 Hours of Zhuhai.
W World Touring Car Championship Niemiec wystartował podczas niemieckiej rundy sezonu 2006 z hiszpańską ekipą SEAT Sport. W obu wyścigach uplasował się na piętnastej pozycji.